# Esanatoglia
Esanatoglia là một đô thịthuộc tỉnh Macerata trong vùng des Marche của Ý. Đô thị Esanatoglia có diện tích 47  km², dân số 2099 người.
Đô thị này có làng giáp các đô thị sau: Fabriano, Fiuminata, Matelica.